# Pseudococcus saccharicola
Pseudococcus saccharicola är en insektsart som beskrevs av Takahashi 1928. Pseudococcus saccharicola ingår i släktet Pseudococcus och familjen ullsköldlöss. Inga underarter finns listade i Catalogue of Life.